# Débrideur
Un débrideur est un service sur Internet permettant de contourner les limites de téléchargement des comptes gratuits des sites d'hébergement de fichiers tel que Filejoker, Keep2share, Rapidgator, Share-online, Uploaded.net, etc. Ils peuvent également permettre de contourner les limitations d'utilisation des sites de streaming. Le verbe débrider vient du verbe brider synonyme de limiter auquel on a ajouté le préfixe dé pour former son contraire.
Le système de ces sites gratuits ou payants est de passer par des proxy afin de mettre à disposition des serveurs permettant d'accéder à des comptes premium. Cela s'avère très utile dans le téléchargement de gros fichiers.
L'avantage de l'abonnement à un débrideur plutôt qu'aux services de l'hébergeur est que généralement les offres des débrideurs sont plus attractives et qu'elles englobent de nombreux hébergeurs .

## Fonctionnement
Les gérants du débrideur achètent des comptes premiums, et lorsqu'un utilisateur veut télécharger un fichier, celui-ci demande au débrideur de le télécharger pour lui, puis le télécharge depuis le serveur du débrideur. Dans la plupart des cas néanmoins, le fichier ne fait que transiter sur le serveur du débrideur (à la manière d'un proxy), ce qui rend le système plus rapide. Étant donné que le serveur du débrideur se connecte au site d'hébergement avec un compte premium, le fichier sera téléchargé à une vitesse supérieure.

## Inconvénients
1. Les débrideurs ne sont pas tous gratuits [1].
2. Beaucoup de publicités (accès refusé pour ceux qui bloquent les publicités)
3. Certains sites sont payants et d'autres limitent le nombre de téléchargements par jour [1].
4. Les débrideurs sont fréquemment en panne, ou surchargés [1].
5. Un temps d'attente plus long que les comptes premium des hébergeurs, pour certains débrideurs
6. Certains débrideurs sont infectés par des virus
7. Certains débrideurs exigent une inscription

## Avantages
1. Une vitesse de téléchargement aussi rapide qu'un premium.
2. La possibilité de faire des téléchargement simultanés sur un même hébergeur
3. Avoir un accès premium sur un grand nombre de sites sans avoir un abonnement sur chacun d'entre eux
4. Certains débrideurs ne requièrent pas d'inscription
5. D'autres payants proposent la conversion de torrents afin de pouvoir télécharger ses fichiers convertis sur un hébergeur